# Tylenol

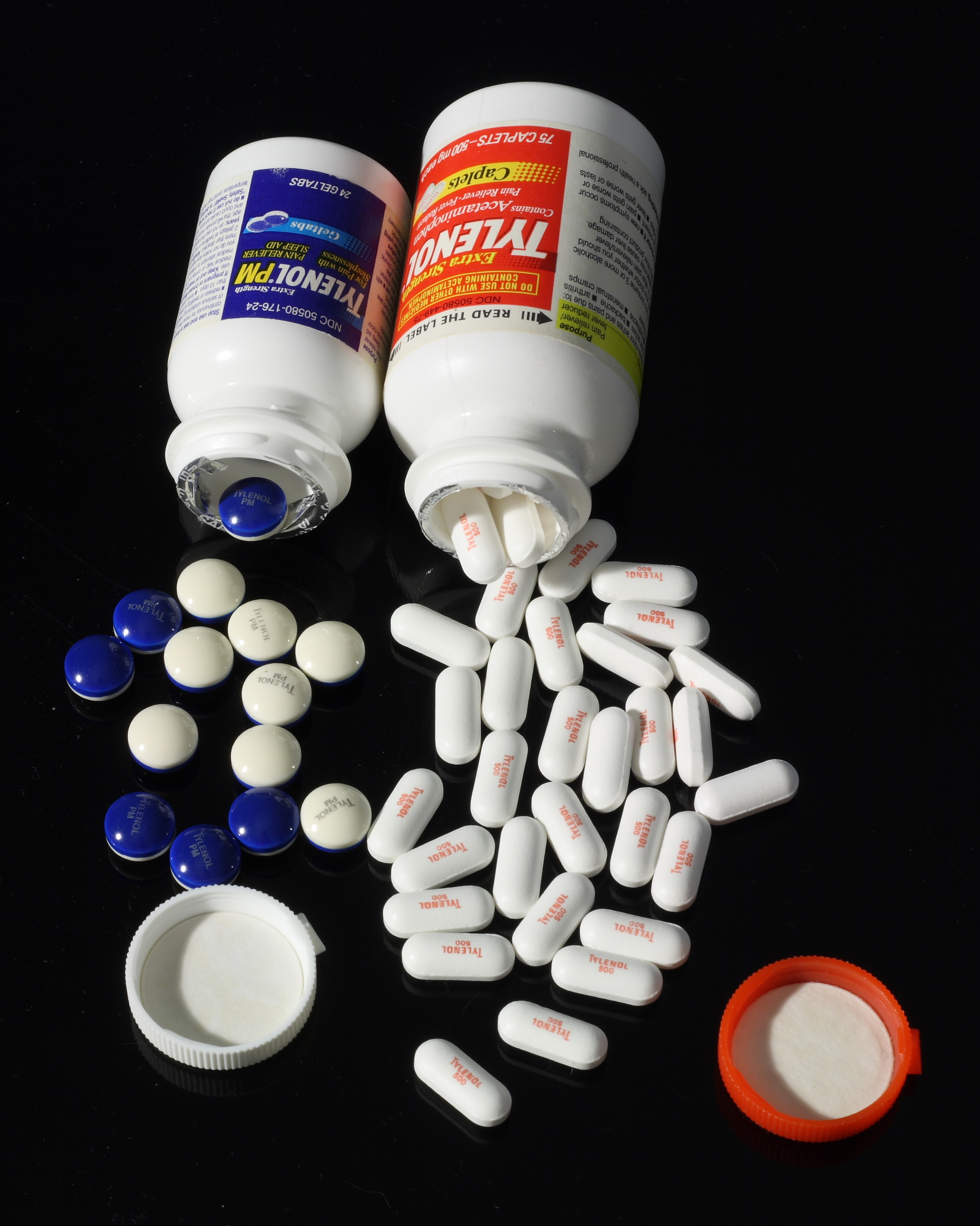
Tylenol PM (vlevo) a Tylenol (vpravo)

Tylenol je severoamerická značka léků pro zmírnění bolesti, snížení horečky a zmírnění příznaků alergie, nachlazení, kašle a chřipky. Hlavní účinnou látkou je acetaminofen (generický název v USA) čili paracetamol (INN). Na trh je uváděn jako analgetikum a antipyretikum.
Stejně jako slovo "paracetamol", pochází i název tohoto léku z chemické sloučeniny, N-acetyl-para-aminofenol (APAP). Značku uvedla firma McNeil Consumer Healthcare v roce 1955. V roce 1959 tuto firmu koupil Johnson & Johnson.

## Historie
Aktivní látka Tylenolu, acetaminofen (v Evropě známý spíše jako paracetamol), byla poprvé použita v medicíně v roce 1894. Paracetamol získal široké využití po roce 1948, kdy vědci dospěli k závěru, že další oblíbený lék, acetanilid, je toxický a že stejný léčebný efekt by mohl bezpečněji dosáhnout paracetamol, který již byl známý jako metabolit acetanilidu. Americký gastroenterolog James Roth obhajoval paracetamol jako bezpečnější alternativu kyseliny acetylsalicylové, u které byly prokázány některé negativní účinky. Roth byl také hlavním poradcem McNeil Laboratories. V roce 1953 představily McNeil Laboratories spolu s butabarbitalem sodným (sedativem), také Algoson, přípravek s obsahem paracetamolu.

## Stažení Tylenolu z trhu
Na podzim roku 1982 zemřelo v Chicagu několik lidí po požití Tylenolu. Zjistilo se, že kapsle byly otráveny kyanidem. Johnson & Johnson vydal příslušná varování a lék stáhl z trhu. Reputaci značky se podařilo brzy obnovit. Případ je dáván za příklad kvalitního krizového řízení. Případ však nebyl spolehlivě objasněn.
Dne 15. ledna 2010, Johnson & Johnson oznámil stažení několika set šarží populárních léčiv, včetně Benadrylu, Motrinu, Rolaids, prášků na spaní Simply Sleep, St. Joseph Aspirin a Tylenolu. Důvodem byly stížnosti na zápach připomínající plíseň. Příčinou byla kontaminace obalů 2,4,6-tribromanisolem, metabolitem fungicidu 2,4,6-tribromfenolu používaného k ošetření dřevěných palet, na nichž byla balení léků přepravována. Plné zdravotní účinky 2,4,6-tribromanisolu nejsou známy, avšak medicínská literatura neobsahuje žádnou závažnou zmínku. Stažení přišlo 20 měsíců poté, co McNeil začala dostávat stížnosti zákazníků na plesnivý zápach z lahví s tabletkami Tylenolu.

## Vedlejší účinky
Paracetamol způsobuje třikrát více případů jaterního selhání než většina ostatních léků, a je nejčastější příčinou akutního selhání jater, ve Spojených státech je to 39 % případů.

## Výrobku Tylenolu
Pod značkou Tylenol se prodávají výrobky k úlevě od bolesti, proti alergii, léky při nachlazení a léky proti chřipkovým příznakům. Léky proti alergii a nachlazení, také obsahují dextrometorfan, antihistaminika a expektorancia. Silnější léky proti bolesti obsahují kodein: Tylenol 1 (v Kanadě k dispozici bez lékařského předpisu) obsahuje 325 mg paracetamolu, 15 mg kofeinu a 8 mg kodeinu; Tylenol 2 obsahuje 300 mg paracetamolu a 15 mg kodeinu, Tylenol 3 300 mg/30 mg a Tylenol 4 300 mg/60 mg. Paracetamol je také v jiných omamných látkách, jako je Percocet, který obsahuje oxykodon.

### Tylenol PM
Tylenol PM je ochranná známka pro směs paracetamolu (acetaminofenu), a difenhydraminu, distribuovaných společností Johnson & Johnson.
Ty jsou prodávány jako kombinované analgetické a sedativní léky; uváděny jako nenávykové.
Difenhydramin je anticholinergní a používá se jako aktivní složka v Benadrylu, pro jeho antihistaminické vlastnosti, a také v Benylinu, který se používá proti kašli a nachlazení.